# Религия в Сан-Томе и Принсипи
Религия в Сан-Томе и Принсипи — совокупность религиозных верований, присущих населению этой страны. Конституция предусматривает свободу вероисповедания, поклонения и равенства для всех, независимо от религиозных убеждений. Также она предоставляет право проповеди и независимость религиозных групп. Религиозные группы должны быть зарегистрированы в государственных органах.
Большинство населения Сан-Томе и Принсипи исповедует христианство. 55,7 % — католики, 4,1 % — адвентисты, Ассамблея Бога — 3,4 %, Свидетели Иеговы — 1,86 %, 7,54 — другие христиане, 6,2 % — другие религии, 21,2 % — неверующие. По другим данным 85 % католики, 12 % протестанты, и менее 2 % мусульман.

## История
21 декабря 1471 года португальские мореплаватели открыли в Гвинейском заливе близ экватора необитаемый остров, названный ими Сан-Томе. 17 января 1472 года ими был открыт соседний необитаемый остров, получивший в 1502 году название остров Принсипи. Успешное заселение острова Сан-Томе началось в 1493 году, когда Алвару ди Каминья получил остров как лен от короля Жуана II. Под власть ди Каминьи были отданы выселенные инквизицией на остров из Португалии крещёные евреи, каторжники и другие переселенцы. При этом ди Каминья получил специальную привилегию на покупку рабов для заселения острова. Остров Принсипи был заселён аналогичным образом в 1500 году. Португальцы распространили на острове католичество. 31 января 1533 года папа Климент VII выделил из архиепископства Фуншал епископство Сан-Томе и Принсипи, юрисдикция которого до 1534 года распространялась на католиков Анголы и Мозамбика, и до 1842 года — на католиков всего побережья Гвинейского залива. В 1960 году на островах насчитывалось 2 888 протестантов, 9888 язычников и 56 000 католиков.
После обретения независимости 12 июля 1975 года было объявлено, что католицизм является государственной религией, а остальные религии были запрещены. В 1990 году была объявлена свобода вероисповедания. В последнее десятилетие увеличился приток мусульман из Нигерии и Камеруна.

## Христианство

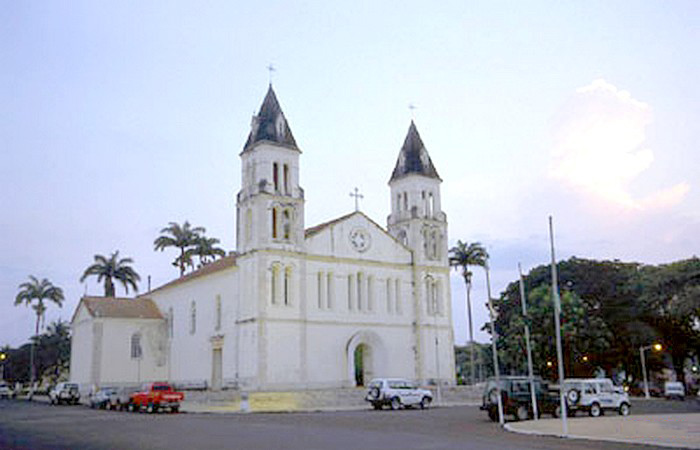
Собор Святого Фомы на острове Сан-Томе

По данным исследовательского центра Pew Research Center в 2010 году в Сан-Томе и Принсипи проживало 140 тыс. христиан, которые составляли 82,1 % населения этой страны. Энциклопедия «Религии мира» Дж. Г. Мелтона оценивает долю христиан в 2010 году в 95,7 % (158 тыс. верующих). По данным отчёта ЦРУ в 2012 году доля христиан составляет 72 %.
Крупнейшим направлением христианства в стране является католицизм. В 2000 году в Сан-Томе и Принсипи действовало 45 христианских церквей и мест богослужения, принадлежащих 19 различным христианским деноминациям.
На островах активно действует Суверенный Экуменический Военный Орден Госпитальеров Святого Иоанна Иерусалимского, Рыцарей Родоса и Мальты.

## Традиционные верования
После открытия Сан-Томе и Принсипи португальцами для работы на плантациях на острова были завезены негры рабы из Африканского континента. Они принесли на Сан-Томе и Принсипи традиционные африканские культы и верования. На островах распространены анимизм, тотемизм и культ предков. В сочетании с католицизмом это привело к появлению ряда синкретических религий.

## Иудаизм

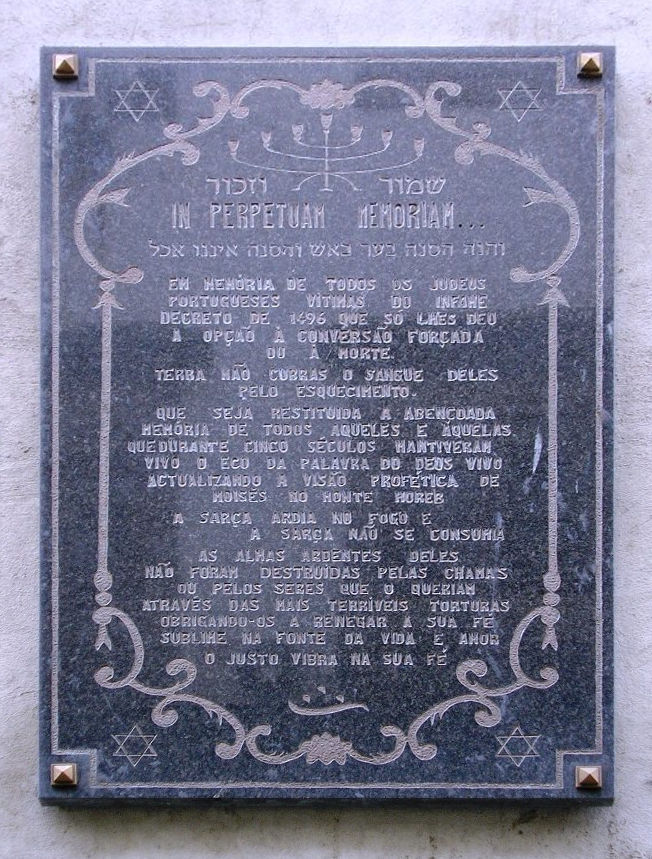
Памятная табличка о выселении еврейских детей на Сан-Томе в городе Порту

В 1496 году годах король Мануэл I начал насильственно обращать евреев в христианство. В 1497 году 2000 еврейских детей в возрасте от 2 до 10 лет были высланы на острове Сан-Томе, где в отрыве от семьи им давали католическое воспитание. Через пять лет только 600 из 2000 детей остались в живых. Несмотря на все усилия католических священников часть детей продолжала придерживаться иудаизма. Потомки еврейских детей остались жить на острове. Некоторые еврейские обычаи и традиции были восприняты культурой креольского населения островов. В начале XVII века католический епископ Сан-Томе Педро да Кунья Лобо жаловался на «проблему иудаизма» на острове. В XIX—XX веке существовал определённый приток еврейских купцов занимавшихся торговлей какао и сахара. Некоторые из них похоронены на кладбищах Сан-Томе и Принсипи. По данным Pew Research Center количество иудеев в Сан-Томе и Принсипи составляет 0,1 % от населения этой страны.

## Ислам
Мусульманская община небольшая, но динамично развивающаяся. Количество мусульман в Сан-Томе и Принсипи составляет от 1 % до 2 % населения. В основном это мигранты из Нигерии, Камеруна и других африканских стран. Мусульманская община Ахмадийя имеет около сотни своих сторонников.

## Другие религии
В Сан-Томе и Принсипи распространилась меланезийская вера в магическую силу мана. После последователи этого культа составляют 2,9 % населения островов. Небольшие группы буддистов и индуистов, потомки переселенцев из Индии и Китая составляют по 0,1 % от населения острова каждая.